# Antisense-Oligonukleotid
Antisense-Oligonukleotide sind kurzkettige, synthetische, einzelsträngige Nukleinsäuren. Der Name von Antisense-RNA nimmt darauf Bezug, dass ihre Basensequenz entgegengesetzt (und damit „entgegen dem ursprünglichen Sinn“ = anti-sense) zu einer funktionalen mRNA ist. Während dem Wirkmechanismus zahlreicher Arzneistoffe die Hemmung der Funktion von Proteinen zugrunde liegt, verhindern Antisense-Oligonukleotide bereits die Biosynthese von Proteinen. Sie binden über Watson-Crick-Basenpaarung an eine komplementäre mRNA (die Sense-mRNA). Durch die spezifische Bindung des Antisense-Oligonukleotids an die mRNA für das Ziel-Protein wird durch Blockieren der Translation und RNA-Interferenz letztlich die Bildung des betreffenden Proteins verhindert.